# Nelson Romero
Nelson Romero (n. San Lorenzo, Paraguay; 18 de noviembre de 1984) es un futbolista paraguayo. Juega de delantero.

## Clubes
| Club                 | País     | Año         |
| -------------------- | -------- | ----------- |
| Sportivo San Lorenzo | Paraguay | 2002 - 2003 |
| Sport Colombia       | Paraguay | 2004        |
| 12 de octubre        | Paraguay | 2005        |
| Libertad             | Paraguay | 2005 - 2009 |
| Olimpia              | Paraguay | 2009 - 2010 |
| Libertad             | Paraguay | 2011        |
| Guaraní              | Paraguay | 2011        |
| Libertad             | Paraguay | 2012 - 2014 |
| Sol de América       | Paraguay | 2015        |
| Rubio Ñu             | Paraguay | 2016        |
| Nacional             | Paraguay | 2016        |
| Sportivo Luqueño     | Paraguay | 2017 - 2018 |
| General Díaz         | Paraguay | 2018        |

## Selección nacional
Ha sido internacional con la selección de fútbol de Paraguay.